# Ginger (bande dessinée)
Pour les articles homonymes, voir Ginger.
Ginger, ou anciennement Les Aventures de Ginger, est une série de bande dessinée d'aventure policière fantastique belge créée en 1953 par l'auteur Jidéhem, pré-publiée d'abord dans Héroïc-Albums du no 14 du 28 mars 1956 et reprise pour Spirou du no 1996 du 15 juillet 1976 avant de les réunir en intégrale sous le titre Les Aventures de Ginger  en juillet 1979 par Bédéscope dans la collection Document.
Dans les années 1980, Ginger continue ses aventures chez l'éditeur Dupuis, notamment dans l'hebdomadaire Spirou et en album à partir d'octobre 1983 jusqu'en juillet 1985. L'auteur relance la série en décembre 2000 aux Éditions Joker, sans succès.

## Descriptions

### Synopsis
En compagnie d'Alan et, surtout, de Véraline, le détective Ginger se trouve confronté à des situations inattendues comme celle où des mouches pondent leurs larves dans les plaies humaines qui dévoreront ensuite leur victime ou celle de la gentilhommière surveillée par d'étranges individus télépathes aux yeux « de feu »…

### Personnages
- Ginger, détective au caractère fort et peu sympathique, assez proche du personnage Gil Jourdan de Maurice Tillieux, se montre froid, en manque d'humour et de charisme.
- Véraline, compagne de Ginger, est une femme courageuse. À l'époque du Héroïc-Albums, en raison de la parution en noir et blanc, elle était brune, avant de devenir blonde en 1979. D'ailleurs, à partir de cette date, sa ressemblance rappela le personnage dans  Spirou et Fantasio nommée Seccotine, la reporter  collègue de Fantasio, créée par son confrère André Franquin en 1953.
- Alan accompagna Ginger du début de la création jusqu'en 1979, dans le récit de six pages Thriller.
- Professeur Azinski
- Ouzelkov
- Commissaire Bouleau

## La série

### La naissance

#### Du journalHéroïc-Albums…
Alors qu'il est encore étudiant en art décoratif à l'institut Saint-Luc de Bruxelles, Jean De Mesmaeker crée un personnage en 1953 et le présenta avec ses travaux à l'éditeur Fernand Cheneval du magazine hebdomadaire Héroïc-Albums, auquel participe déjà Maurice Tillieux. Ce dernier, inspirant du courage à l'auteur qui prend le pseudonyme de Jidéhem, publie, dans la même année, ses deux premiers récits en feuilleton que sont Ginger et le collectionneur et Le Baron est fou.
Il poursuit donc les aventures du détective Ginger entre de fusillades et mitraillades et de spectaculaires poursuites automobiles jusqu'en 1956 : la maison de l'édition cesse de paraitre l'hebdomadaire, passé de mode faute au modernisme de Spirou et de Tintin.

Originellement Marchandise chinoise paru dans Héroïc-Albums (1956), le titre devint Marchandise interdite pour Les Classiques Dupuis en 1976 dans Spirou.

#### … auSpirou
Suivi le conseil de Maurice Tillieux en 1957, il s’est présenté chez l'éditeur Dupuis. Malgré la censure française sur les bandes dessinées qui , la maison voit Ginger comme une bonne réalisation, mais presque trop réaliste, trop violente… Il y reste alors comme proche collaborateur d'André Franquin dans son studio auprès de Jean Roba.
Ce n'est qu'en 1976, tous récits courts parus dans Héroïc-Albums ont été repris pour le journal de Spirou dans le supplément Les Classiques Dupuis, des mini-livres de seize pages en noir et blanc, à partir du no 1996 du 15 juillet 1976 — d'où le titre original Marchandise chinoise devient Marchandise interdite sans explication précise — jusqu'en décembre 1976.

### Le retour du détective
Trois ans plus tard, Marc Wasterlain a l'idée d'un numéro « Spécial inattendu » de cent pages, dans lequel les dessinateurs présenteront certains de leurs talents cachés, un tel devant créer un nouveau personnage et tel autre modifier son style. Ce sera le no 2139 du 12 avril 1979. Jidéhem y reprend le personnage de Ginger, en en modifiant le style pour le rapprocher de celui de Maurice Tillieux et de Gos, et l'entraîne dans un récit inhabituel de six pages, intitulé Thriller, où l'on retrouve Véraline et Alan, celui-ci faisant ainsi sa dernière apparition.
Probablement pour rendre hommage à l'auteur, l'éditeur Bédéscope rassemble toutes les premières aventures de Ginger, publiées dans Héroïc-Albums, à compter de 1954 au 1956, en format d'intégrale limité à mille exemplaires qui sort en juillet 1979. La couverture est une reprise de celle de Toute la sauce !, second mini-livre des Classiques Dupuis.

Logo apparu dans Spirou à partir de 1981.

Au début des années 1980, en continuant encore les aventures de Sophie, l'auteur reprend à nouveau son détective pour le faire paraître sur la couverture de Spirou no 2259 du 30 juillet 1981 d'où il présente une nouvelle aventure fantastique Les Yeux de feu un récit d'à suivre jusqu'au no 2269 du 8 octobre 1981 qui aura pour suite, l'année suivante, L’Affaire Azinski au no 2319 du 23 septembre 1982.
La maison de l'édition Dupuis décide de publier l'épisode Les Yeux de feu en album cartonné en octobre 1983 ainsi que, trois mois après, sa suite L’Affaire Azinski en janvier 1984 en même temps qu'un récit court de vingt-deux pages, Les Jeux sont faits, paru dans le no 2388 du 19 janvier 1984.
En septembre 1984, à nouveau, Bédéscope publie deux albums inédits Ginger et le collectionneur et Le Baron est fou, alors jadis parus en 1953 dans Héroïc-Albums.
Un autre récit court de vingt pages, Les Mouches de Satan, est publié dans le no 2464 du 2 juillet 1985 qui marquera la fin de la publication de la série dans ce magazine. C'est sur ce même titre, même mois, même année, que le troisième album, et dernier pour Dupuis, apparait avec comme épisode supplémentaire Les Jeux sont faits.

### La nostalgie
Après quelques Chansons cochonnes et la fin de Sophie, Jidéhem essaie de relancer Ginger, en compagnie des éditions Joker, dans un nouvel épisode Le Prisonnier du Kibu en décembre 2000 où le héros et Véraline sont en mission en Afrique à la recherche d'un scientifique. Ceci sans succès, il « conserve une grande nostalgie de son premier personnage et regrette de n'avoir pu lui consacrer une carrière complète ».

## Publications en français

### Revues

#### Héroïc-Albums
Les cinq aventures de Ginger commencent en noir et blanc par la Marchandise chinoise dans Héroïc-Albums no 14 du 28 mars 1956, Toute la sauce au no 19 du 2 mai 1956, Le Fantôme et le colonel au no 21 du 16 mai 1956, La Mort et les quatre petits copains au no 27 du 27 juin 1956, En chasse au no 32 du 1er août 1956, Les Anges bleus au no 38 du 12 septembre 1956 et Qui se fait rouler ? au no 48 du 21 novembre 1956.

#### Spirou
L'éditeur Dupuis reprend quelques titres apparus dans Héroïc-Albums pour le journal de Spirou sous forme Les classiques DUPUIS dont Marchandise chinoise désormais renommé par Marchandise interdite !.. (avec point d'exclamation et deux points de suspension) au no 1996 du 15 juillet 1976, Toute la sauce ! au no 2007 du 30 septembre 1976, Le Fantôme et le colonel au no 2009 du 14 octobre 1976, La Mort et les quatre petits copains au no 2011 du 28 octobre 1976, En chasse au no 2013 du 11 novembre 1976, Les Anges bleus au no 2014 du 18 novembre 1976 et Qui se fait rouler ? au no 2016 du 2 décembre 1976.
Sous l'idée de Marc Wasterlain pour le magazine Spécial inattendu, Jidéhem reprend le personnage dans Thriller, un récit court de six pages qui apparaissait au no 2139 du 12 avril 1979, dans un style inhabituel.
Annoncé au précédent numéro, Ginger étant sur la couverture du no 2159 du 30 juillet 1981 fait un grand retour avec un nouveau trait plus réaliste dans Les Yeux de feu un récit d'à suivre jusqu'au no 2169 du 8 octobre 1981.
À nouveau sur la couverture avec une accroche Ginger revient !, l'aventure reprend la suite de Les Yeux de feu sous le titre L’Affaire Azinski au no 2319 du 23 septembre 1982 jusqu'au no 2337 du 27 janvier 1983.
Les Jeux sont faits, un récit court de vingt-deux pages parait au no 2388 du 19 janvier 1984 ainsi que, l'année suivante une nouvelle et dernière enquête sur Les Mouches de Satan, un récit court de vingt pages, pour le journal de Spirou du no 2464 du 2 juillet 1985.

#### Moustique Junior
En 1979, les premières aventures sont relancées dans l'hebdomadaire Moustique Junior, jadis intimement lié au Spirou, bien que celui-ci eut été créé par la maison Dupuis en 1924.

### Albums

#### Premières publications
- 1 Les Yeux de feu, Dupuis, octobre 1983
Scénario et dessin : Jidéhem - (ISBN 2-8001-0832-0)
- 2 L'Affaire Azinski, Dupuis, janvier 1984
Scénario et dessin : Jidéhem - (ISBN 2-8001-0833-9)
- 3 Les Mouches de Satan, Dupuis, juillet 1985
Scénario et dessin : Jidéhem - (ISBN 2-8001-1170-4)
- 4 Le Prisonnier du Kibu, Éditions Joker, décembre 2000
Scénario et dessin : Jidéhem - (ISBN 2-87265-143-8)

#### Autres
- 1 Ginger et le collectionneur, Bédéscope, Retro, septembre 1984
Scénario et dessin : Jidéhem
- 2 Le Baron est fou, Bédéscope, Retro, septembre 1984
Scénario et dessin : Jidéhem

#### Intégrale
- 1 Les Aventures de Ginger, Bédéscope, Document, juillet 1979
Scénario et dessin : Jidéhem - Couleurs : N&B

## Publications à l'étranger

### Revues

#### Robbedoes
Dès 1979, Dupuis reprend les nouvelles aventures pour Robbedoes, étant la traduction néerlandaise de Spirou dans les mêmes numéros et les mêmes dates.

### Albums
en néerlandais
1. De vuurogen (Dupuis, 1984)
2. De droom van Azinsky (Dupuis, 1984)
3. De vliegen van Satan (Dupuis, 1985)

en allemand
1. Augen wie Feuer (Reiner Feest Verlag, 1990)
2. Die Affäre Azinski (Reiner Feest Verlag, 1990)
3. Die Fliegen des Satans (Reiner Feest Verlag, 1992)

### Articles contextes
- Héroïc-Albums
- Spirou
- Dupuis